# شهيد بهجت سينغ ناجار
شهيد بهجت سينغ ناجار (بالإنجليزية: Shahid  Bhagat  Singh  Nagar)‏ ، هو تقسيم إداري لدولة الهند تتبع ولاية بنجاب (بالإنجليزية: Punjab)‏ ، مركزها هو مدينة ناوانشاهر (بالإنجليزية: Nawanshahr)‏ عدد سكانها حسب تعداد سنة 2001 هو 586,637 ، مساحتها 1,258 كم² وكثافة السكان 466 لكل كم² .